# جنيه جنوب أفريقيا

كان الجنيه ( باللغة الأفريقانية: pond ؛ الرمز £، £SA للتمييز) هو عملة اتحاد جنوب أفريقيا منذ تشكيل البلاد كمستعمرة بريطانية في عام 1910. استبدل بالراند في عام 1961 عندما تحولت جنوب أفريقيا إلى النظام العشري. 
في عام 1825، أصدر مجلس إمبراطوري مرسوماً جعل العملة المعدنية بالجنيه الإسترليني عملة قانونية في جميع المستعمرات البريطانية. في ذلك الوقت، كانت المستعمرة البريطانية الوحيدة في جنوب أفريقيا هي مستعمرة الكيب. وبمرور الوقت، أصبح الجنيه الإسترليني والعملات المرتبطة به هي العملة المستخدمة في كل الأراضي البريطانية في جنوب أفريقيا. في ذلك الوقت كان الجنيه الإسترليني يتبع النظام النقدي الكارولنجي الذي كان يقسم الجنيه إلى 20 شلنًا، كل منها يساوي 12 بنسًا.

## التاريخ
أصبح الجنيه الإسترليني العملةَ القياسية لمستعمرة رأس الرجاء الصالح عام 1825، وذلك عقب صدور مرسوم إمبراطوري عام 1825 لإدخال العملة الإسترليني إلى جميع المستعمرات البريطانية. ثم حلت العملات البريطانية محل العملة الهولندية. وقبل توحيد جنوب أفريقيا، أصدرت العديد من السلطات عملات معدنية وأوراقًا نقدية بقيم تعادل قيمة الجنيه الإسترليني.
جمهورية ترانسفال، الدولة البويرية التي أصبحت مستعمرة ترانسفال في عام 1902، أصدرت أوراقًا نقدية من عام 1867 إلى عام 1902 وعملات معدنية من عام 1892 إلى عام 1902. كتبت فئات العملات الذهبية باللغة الأفريقانية، وبالتالي قرأتها "بركة" بدلاً من "جنيه".
في عام 1920، أصدرت وزارة الخزانة أوراقًا نقدية ذهبية. وفي العام التالي، تأسس البنك الاحتياطي في جنوب أفريقيا ليكون الجهة الوحيدة المسؤولة عن إصدار الأوراق النقدية. وبدأت العملات المعدنية بالصدور ابتداءً من عام 1923. وظل الجنيه الجنوب أفريقي مساويًا للجنيه الإسترليني طوال فترة وجوده، باستثناء فترة قصيرة تلت التخلي عن معيار الذهب في المملكة المتحدة عام 1931. عندما تخلت المملكة المتحدة عن معيار الذهب في سبتمبر 1931، سارعت كندا إلى اتباع نهجها، إذ كانت تتعرض لضغوط مماثلة لتلك التي تعرضت لها المملكة المتحدة. وكان انكماش المعروض النقدي في الولايات المتحدة يتسبب في تدفق كميات كبيرة من سبائك الذهب غربًا عبر المحيط الأطلسي، وجنوبًا إلى الولايات المتحدة. أما في جنوب أفريقيا، فكان الوضع مختلفًا، لأن تصدير الذهب إلى لندن كان تجارةً رئيسية. وفقًا لجان سموتس في سيرته الذاتية، أراد القوميون تحديدًا عدم اتباع نهج المملكة المتحدة تلقائيًا، ورأوا أنهم في وضع قوي يسمح لهم بذلك. بالنسبة للمملكة المتحدة وكندا، اعتُبر تدفق الذهب إلى الخارج هروبًا للذهب، بينما اعتُبر الأمر نفسه بالنسبة لجنوب أفريقيا مشروعًا مربحًا. إلا أن تأثير استمرار التزام جنوب أفريقيا بمعيار الذهب لم يتحقق كما كان يأمل هيرتزوغ. ارتفعت قيمة الجنيه الجنوب أفريقي بشكل كبير مقابل الجنيه الإسترليني، مما أدى إلى شلل شبه كامل لصناعة تصدير الذهب في جنوب أفريقيا بين عشية وضحاها. وبحلول عام 1933، تخلت شركة هيرتزوغ عن معيار الذهب، وعاد الجنيه الجنوب أفريقي إلى مستوى التكافؤ مع الجنيه الإسترليني.
استبدل الجنيه الجنوب أفريقي بالراند أثناء النظام العشري في 14 فبراير 1961 بمعدل راند 2 = جنيه استرليني جنوب أفريقيا 1. وظل سعر صرف الراند يعادل 2:1 مع الجنيه الإسترليني حتى خفض قيمة الجنيه الإسترليني في عام 1967 عندما لم تحذو جنوب أفريقيا حذوها.

## العملات الصادرة عن الدولة

### جمهورية ترانسفال
في عام 1892، قدمت جمهورية ترانسفال عملات معدنية من فئات 1 د، 3 د، 6 د، 1/–، 2/–، 2/6، 5/–، جنيه إسترليني1⁄2 (10/–) و 1 جنيه إسترليني. صدرت آخر هذه العملات في عام 1900، باستثناء عملات الحصار بقيمة 1 جنيه إسترليني الصادرة في عام 1902.

### اتحاد جنوب أفريقيا

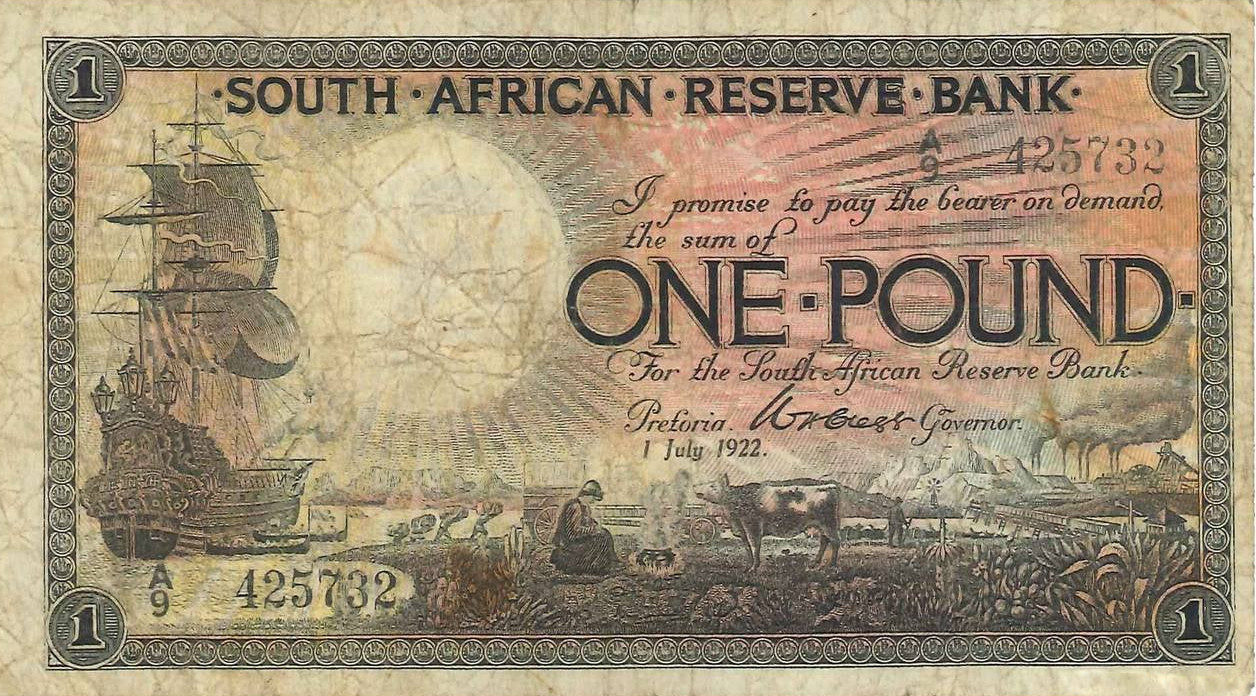
قام بنك الاحتياطي في جنوب أفريقيا بطباعة أول دفعة من الأوراق النقدية بقيمة أوراق نقدية في عام 1922.

أصدر اتحاد جنوب أفريقيا عملات معدنية منذ عام 1923، بفئات1⁄4 د،1⁄2 د، 1 د، 3 د و6 د، 1/–، 2/– (مُقَيَّمة في البداية بالفلورين)، 2/6، جنيه إسترليني1⁄2 و 1 جنيه إسترليني. (الجنيه الاسترليني1⁄2كانت و 1 جنيه إسترليني عملات ذهبية تُعرف باسم نصف السيوف والسوفيرن على التوالي.) كانت العملات المعدنية بنفس وزن العملات الإسترلينية المقابلة ولكن العملات الفضية (3 بنسات حتى 2/6) كانت تُضرب من الفضة بدرجة نقاء 0.800. ظلت العملات الذهبية تُسك حتى عام 1932.
في عام 1947، قدمت العملات المعدنية بقيمة 5/–، مع وجود إصدارات تذكارية عرضية. في عام 1951، تحولت العملة الفضية إلى عيار 500. سبائك الذهب جنيه إسترليني1⁄2 إصدرت عملات معدنية و1 جنيه إسترليني منذ عام 1952 بنفس المواصفات مثل1⁄2 و 1 سيادي.
كانت جميع العملات المعدنية تحمل صورة الملك على الوجه، مع الألقاب باللغة اللاتينية، بينما كان الوجه الخلفي يحمل الفئة و"جنوب أفريقيا" مكتوبة باللغتين الإنجليزية والأفريقانية.

## الأوراق النقدية
أصدرت حكومة مستعمرة كيب ورقة نقدية بقيمة جنيه واحد في عام 1835 وورقة نقدية بقيمة 20 جنيهًا إسترلينيًا في عام 1834. بين عامي 1869 و1872، أصدر بنك جنوب أفريقيا في ترانسفال أوراق نقدية بقيمة 6 بنسات، و1/-، و2/6، و5/-، و10/-، و1 جنيه إسترليني، و5 جنيهات إسترلينية، و10 جنيهات إسترلينية. أصدر البنك الوطني لجمهورية جنوب أفريقيا أوراق نقدية بقيمة جنيه إسترليني واحد بين عامي 1892 و1893. خلال حرب البوير الثانية، صدرت أوراق نقدية حكومية بفئات 1 جنيه إسترليني، و5 جنيهات إسترلينية، و10 جنيهات إسترلينية، و20 جنيهًا إسترلينيًا، و50 جنيهًا إسترلينيًا، و100 جنيه إسترليني.
في عام 1920، إصدرت أوراق نقدية ذهبية من الخزانة بفئات 1 جنيه إسترليني، و5 جنيهات إسترلينية، و100 جنيه إسترليني، و1000 جنيه إسترليني، و10000 جنيه إسترليني، باللغتين الأفريقانية والإنجليزية. اعتبارًا من عام 1921، تولى بنك الاحتياطي في جنوب أفريقيا إصدار النقود الورقية، حيث قدم أوراقًا نقدية بقيمة 10/-، و1 جنيه إسترليني، و5 جنيهات إسترلينية، و20 جنيهًا إسترلينيًا، و100 جنيه إسترليني. إصدرت أوراق نقدية بقيمة 20 جنيهًا إسترلينيًا آخر مرة في عام 1933، وأضيفت أوراق نقدية بقيمة 10 جنيهات إسترلينية في عام 1943.
كانت جميع الأوراق النقدية ثنائية اللغة، باللغتين الإنجليزية والأفريقانية. وبدءًا من عام 1948، طُبعت نسختان من كل ورقة نقدية، إحداهما مكتوبة باللغة الإنجليزية أولًا والأخرى بالأفريقانية أولًا.

## روابط خارجية
- العملات العشرية (1962): فيلم إخباري عن تحول جنوب أفريقيا إلى الراند، باثي البريطانية عبر يوتيوب